# Ivan Bakhoulenkov
Ivan Petrovitch Bakhoulenkov (en russe : Иван Петрович Бахуленков) est un aviateur soviétique, né en 1917. Il fut pilote de chasse et un as de la Seconde Guerre mondiale.

## Carrière
Peu de renseignements sont disponibles sur ce pilote, si ce n'est qu'il participa à toute la guerre. En 1941 il faisait partie du 193e régiment de chasse aérienne (193.IAP) qui assurait la défense de la capitale soviétique, Moscou. En 1942, il fut affecté front de Léningrad, puis, en 1943, son unité rejoignit le front de la steppe ; à cette époque, nommé lieutenant (starchi leïtenant), il volait sur La-5 et avait reçu le commandement d'une escadrille. Il demeura dans ce régiment de chasse, entre-temps renommé 177e régiment de chasse aérienne de la Garde (177.GuIAP) jusqu'en février 1945. Il fut ensuite affecté au 178e régiment de chasse aérienne de la Garde (178.GuIAP), combattant au sein de la même division, la 14e division de chasse de la Garde (14.GuIAD), avec laquelle il termina la guerre.

## Palmarès et décorations

### Tableau de chasse
Ivan Bakhoulenkov est crédité de 11 victoires homologuées, obtenues au cours de 346 missions.

### Décorations
- Ordre de l'Étoile rouge [1]
- Deux fois l'ordre du Drapeau rouge.